# Представництво України при Європейському Союзі
Представництво України при Європейському Союзі — дипломатична місія України при Європейському Союзі та Європейському співтоваристві з атомної енергії, розміщене в місті Брюссель (комуна Іксель).

## Історія
Україна представлена при Європейському Союзі з 1992 року. Першим Представником України при Європейських Співтовариствах був Посол Володимир Василенко. 1996 року Україна відкрила в Брюсселі повноцінне Представництво при Європейських Співтовариствах. З липня 2010 р. Представництво України при ЄС очолював Костянтин Єлісєєв, який до призначення обіймав посаду заступника Міністра закордонних справ України, відповідального за питання Європейського Союзу. З 2021 року Представництво очолює Всеволод Ченцов.

## Представники
| N | На посаді      | Посол                          | Зображення | Примітки |
| - | -------------- | ------------------------------ | ---------- | --- |
| 1 | 1992-1995      | Василенко Володимир Андрійович |            | Український правознавець-міжнародник, заслужений юрист України, Надзвичайний і Повноважний Посол України, доктор юридичних наук, професор. З 2006 до 2010 — представник України в Раді ООН із прав людини |
| 2 | 1995-1997      | Мітюков Ігор Олександрович     |            | Колишній Віцепрем'єр-міністр України |
| 3 | 1997-2000      | Гудима Борис Миколайович       |            | Кадровий дипломат, який до того обіймав посаду заступника Міністра закордонних справ України, відповідального за питання Європейського Союзу                                                              |
| 4 | 2000-2008      | Шпек Роман Васильович          |            | Колишній Віцепрем'єр-міністр України та голова Національного агентства з розвитку та європейської інтеграції                                                                                              |
| 5 | 2008-2010      | Веселовський Андрій Іванович   |            | Кадровий дипломат, до того обіймав посаду заступника Міністра закордонних справ України |
| 6 | 2010-2015      | Єлісєєв Костянтин Петрович     |            | До призначення на дану посаду, обіймав посаду заступника Міністра закордонних справ України, відповідального за питання Європейського Союзу                                                               |
| 7 | 2015-2016 в.о. | Непоп Любов Василівна          |            | Виконувачка обов'язків |
| 8 | 2016-2021      | Точицький Микола Станіславович |            | Експредставник України при Раді Європи |
| 9 | 2021-          | Ченцов Всеволод Валерійович    |            | |

## Порівняння
|                   | Європейський Союз | Україна                                                      |
| ----------------- | --- | ------------------------------------------------------------ |
| Населення         | 447,706,209 | 41,629,926                                                   |
| Площа             | 4 475 757 км² | 603,500 км²                                                  |
| Густота населення | 115/км² | 73.8/км²                                                     |
| Столиця           | Брюссель (Де-факто) | Київ                                                         |
| Світові міста     | Париж, Рим, Берлін, Варшава, Відень, Мадрид, Амстердам, Лісабон, Стокгольм, Прага, Гельсінкі, Афіни та інші                             | Київ                                                         |
| Уряд              | Наддержавна парламентська демократія заснована на договорах Європейського Союзу                                                         | Унітарна змішана республіка                                  |
| Перший лідер      | Голова Європейської спільноти з вугілля та сталі Жан Моне                                                                               | Президент Леонід Кравчук                                     |
| Сучасний лідер    | Голова Європейської Ради Шарль Мішель Президент Європейської комісії Урсула фон дер Ляєн Голова Європейського парламенту Роберта Мецола | Президент Володимир Зеленський Прем'єр-міністр Денис Шмигаль |
| Офіційні мови     | Офіційні мови Європейського Союзу | Українська мова                                              |
| ВВП (ном.)        | $16.033 трлн. ($35,851 На душу населення)                                                                                               | $122.875 млрд. ($2915.484 На душу населення)                 |
| GDP (ПКС)         | $20.366 трлн. ($45,541 На душу населення)                                                                                               | $426.791 млрд. ($10126.589 На душу населення)                |